# Guerra travancore-olandese
La guerra travancore-olandese venne combattuta in India tra il 1739 ed il 1743 tra l'esercito coloniale della Repubblica Olandese e quello dello stato principesco di Travancore, che culminò nella battaglia di Colachel del 1741 e nella firma della pace dopo lunghe trattative solo nel 1743.

## Premesse del conflitto
All'inizio del XVIII secolo, la costa del Malabar dell'attuale Kerala era divisa in diversi stati locali. Negli anni '30 del Settecento, Marthanda Varma, regnante di Travancore, adottò una politica espansionistica e conquistò diversi di questi piccoli territori. Questo pose una prima minaccia agli interessi della Compagnia olandese delle Indie orientali al comando del Malabar, il cui commercio delle spezie dipendeva dalla capacità di procurarsi la materia prima da questi stati. Il regnante di Deshinganad (attuale Kollam) richiese il supporto olandese per impedire attacchi provenienti da Travancore, asserendo che avrebbe dovuto arrendersi al sovrano nemico Marthanda Varma in caso contrario.
Gli olandesi avevano il monopolio dei contratti con gli stati di Peritally (Perakattavali, attuale Nedumangad), Eledattu Svarupam (attuale Kottarakkara) e Maruthurkulangara. Dopo che Travancore ebbe catturato questi stati nel 1733-1734, il loro approvvigionamento cessò completamente ed il commercio degli olandesi nel Malabar ne soffrì notevolmente. Nel 1736, Julius Valentyn Stein van Gollenesse, comandante olandese a Kochi (Cochin)) chiese a Marthanda Varma di onorare il contratto di monopolio che i Paesi Bassi avevano sottoscritto con Peritally nel 1688. Egli aveva sottolineato come la Repubblica Olandese si fosse rifiutata di aderire all'iniziativa dell'espulso principe di Peritally contro Travancore, anche se egli aveva offerto il dominio completo delle sue terre per un sostegno. Nell'agosto del 1736, Marthanda Varma si accordò per inviare degli ambasciatori a incontrare le loro controparti olandesi, per poi rifiutare in corso d'opera. Travancore continuò a rifornire di pepe nero di Peritally altri commercianti stranieri, ma non gli olandesi. Nel settembre del 1736, van Gollenesse richiese che la regina di Maruthurkulangara onorasse il contratto di monopolio sottoscritto con gli olandesi, ma anche la regina si rifiutò di farlo ora che il suo stato si trovava sotto la sovranità di Travancore.
Nel gennaio del 1739, Gustaaf Willem van Imhoff, il governatore olandese di Ceylon, visitò Kochi per studiare meglio il comando olandese nel Malabar per conto del supremo comando della Compagnia olandese delle Indie orientali di sede a Batavia. Nel suo rapporto del luglio del 1739, van Imhoff annotò come Marthanda Varma tendeva ancora a favorire i concorrenti della Compagnia e che il suo crescente potere era una minaccia costante agli interessi degli olandesi nella regione. In un altro rapporto, van Imhoff rigettò l'idea di pagare il sovrapprezzo voluto da Travancore per il commercio del pepe, ritenendolo senza profitto, e si dimostrò invece favorevole ad un'azione militare per costringere i principi della costa ad adempiere ai loro contratti. Nel rapporto del dicembre del 1739, van Imhoff scrisse che gli affari olandesi nella regione erano in "completa rovina", e dovevano essere salvate tramite un "risarcimento violento".
Nel 1739, gli olandesi organizzarono un'alleanza coi principi di Kochi, Thekkumkur, Vadakkumkur, Purakkad, Kollam, e Kayamkulam. Nel frattempo, la principessa di Eledattu, Svarupam, fuggì dal carcere a Travancore, e raggiunse Thekkumkur. Van Imhoff personalmente incontrò Marthanda Varma, chiedendogli di porre nuovamente sul trono la principessa, ma Marthanda Varma si rifiutò. Van Imhoff minacciò di invadere Travancore, ma Marthanda Varma disse che una tale azione equivaleva ad una chiara dichiarazione di guerra.

## Successi iniziali olandesi
Dopo il fallimento dei negoziati con Marthanda Varma, il comando olandese del Malabar decise di dichiarare guerra a Travancore, senza ottenere il permesso né attendere rinforzi da Batavia. Gli olandesi dispiegarono le loro forze provenienti da Ceylon contro Travancore, al comando del capitano Johannes Hackert. Chiesero a Marthanda Varma di lasciare le terre precedentemente annesse in maniera indebita da Travancore, cosa che il re si rifiutò di fare. Il 12 novembre 1739, una forza congiunta degli olandesi e dei loro alleati attaccò Travancore presso Kollam. Gli alleati olandesi includevano Deshinganad, Kayamkulam e Cochin. Nella successiva battaglia, una granata fece esplodere il deposito di polvere da sparo dell'esercito di Travancore che fu costretto quindi ad abbandonare il sito, inseguito dagli attaccanti sino a Tangasseri (Quilon de Sima). A Tangasseri, lasciata deserta, gli olandesi catturarono 16 cannoni per poi marciare su Paravur. I rappresentanti della Compagnia inglese delle Indie orientali di stanza a Anchuthengu si congratularono con gli olandesi per la loro vittoria, anche se chiesero loro di lasciare l'insediamento inglese di Edava al di fuori dagli scontri.
Dall'inizio di dicembre del 1739, gli olandesi ed i loro alleati marciarono su Attingal e Varkala. Le forze di Travancore crearono una palizzata dietro la quale si rifugiarono 5000 soldati Nair a guardia di Varkala. Nel frattempo, gli eserciti di Kollam e Kayamkulam marciarono anch'essi contro il nemico. Quando l'esercito di Travancore si ritirò per contrastare l'invasione di Chanda Sahib di Arcot a sud, gli alleati occuparono Eledattu Svarupam, e vi reinstallarono la principessa locale come sovrana. Successivamente, gli alleati attaccarono Attingal, ma l'esercito di Travancore li costrinse a ritirarsi. Gli olandesi decisero quindi di attendere i rinforzi provenienti da Ceylon prima di proseguire negli scontri con Travancore. Come risultato, gli alleati si ritirarono a Ayiroor, saccheggiando e bruciando il territorio dietro il loro passaggio.
Successivamente, l'esercito Nair di Kollam costrinse l'esercito di Travancore a ritirarsi da Navaikulam (30 dicembre 1739) e da Attingal (25 gennaio 1740). Il 20 febbraio 1740, gli olandesi ed i loro alleati sconfissero l'esercito di Travancore presso Attingal, ma con pesanti perdite; Kollam perdette quasi la metà del proprio esercito ed il restante, assieme alle forze di Kayamkulam, decise di abbandonare il campo di battaglia. Travancore aveva ricevuto l'aiuto temporaneo di 150 soldati oltre a cannoni e munizioni dalla fattoria inglese di Anchuthengu, sino a quando le forze alleate non li costrinsero a ritirarsi. Nella crisi dopo la battaglia, gli olandesi fecero pressioni sull'ormai stremato principe di Kollam perché riassemblasse un esercito di almeno 10 000 Nair così che Travancore non potesse prendere vantaggio della situazione. Nel frattempo, Marthanda Varma continuava a scontrarsi con Chanda Sahab a Thovalai. Gli olandesi speravano di ottenere altri successi attaccando Attingal, ma non furono in grado di ricevere i rinforzi sperati da Batavia per via delle rivolte locali.

## La vittoria di Travancore a Colachel
Nel novembre del 1740, il comando olandese nel Malabar ricevette alcuni piccoli rinforzi da 105 e 70 soldati rispettivamente, provenienti da Ceylon, e lanciò una seconda campagna militare contro Travancore, che portò infine alla battaglia di Colachel.
Marthanda Varma catturò quindi i forti olandesi nelle vicinanze del sito. Una forza olandese al comando di De Lennoy sbarcò a Colachel da Cochin e catturò la campagna sino a Kottar. Marthanda Varma marciò a sud ed impedì a presa di Kalkulam da parte degli olandesi. Quando gli olandesi si ritirarono nella loro base di Colachel, Marthanda Varma li inseguì e si scontrò con loro il 10 agosto 1741. Nella battaglia di Colachel Marthanda Varma ebbe una vittoria decisiva sugli olandesi e riuscì a catturare 24 ufficiali tra cui il comandante De Lennoy. Ancora oggi presso la costa di Colachel si trova una colonna che celebra la vittoria ottenuta.

## I conflitti dopo la battaglia di Colachel
Successivamente, gli olandesi e Travancore si accordarono per un cessate il fuoco, ma le ostilità ripresero da ambo le parti poco dopo. Dopo essere stato rinforzato da un contingente di cavalleria proveniente da Tirunelveli, Marthanda Varma assediò il forte di Kilimanoor degli olandesi. Mentre l'assedio proseguiva, i regnanti di Kollam e Kayamkulam lasciarono l'alleanza olandese e conclusero un patto segreto con Travancore. Il 10 aprile 1742, gli olandesi vennero costretti ad abbandonare il forte, lasciandosi dietro munizioni e provviste. Le forze olandesi, guidate dai capitani Daniel Bergen e Jacob Hinderman, si ritirarono a Ayiroor, ma vennero ben presto circondate ed attaccate dalle forze di Travancore. Il contingente olandese venne raccolto dalle navi inviate dal comando del Malabar.
Nel frattempo, la regina del regno di Eledattu Svarupam, che era stata restaurata al trono dagli olandesi dopo che questi avevano scacciato Marthanda Varma dai suoi territori, era divenuta impopolare presso i propri sudditi. La propria indifferenza agli affari amministrativi aveva fatto decadere il regno ed i madampi coi pillai erano insoddisfatti del suo governo. I commissari olandesi avevano proposto di nominare un Kariyakkar (amministratore) per governare il regno assieme alla regina, ma essi non disponevano delle risorse necessarie per difendere il regno. Cogliendo l'occasione della situazione, Marthanda Varma invase la capitale del regno, Kottarakkara, e la conquistò, incontrando ben poca resistenza. La regina riuscì a fuggire nel regno di Cochin, e si portò a vivere coi suoi parenti a Karapuram, ricevendo una pensione giornaliera di 45 fanam dagli olandesi.
In una lettera del 17 aprile 1742 a Batavia, il comandante olandese van Gollenesse richiese 2000 soldati al governo supremo della compagnia, descrivendo la situazione in cui gli olandesi versavano nel Malabar. Van Gollenesse fece menzione anche del fatto che gli europei disertavano le forze olandesi e che molti dei locali avevano rotto la loro alleanza col comando olandese: il sovrano di Purakkad aveva ufficialmente annunciato l'intenzione di rompere l'alleanza con gli olandesi ed il re di Tekkumkur oltre ai due principi di Cochin avevano disobbedito agli ordini.
Nel frattempo, Marthanda Varma aveva pianificato un attacco a Kochi (Cochin). Ad ogni modo Duyvenshot, un ex ufficiale olandese passato dalla parte avversaria, gli consigliò di conquistare Kollam before besieging Kochi. Mentre Duyvenshot aveva detto a Marthanda Varma che a suo avviso le forze di Travancore sarebbero state in grado di conquistare Kollam, van Gollenesse credeva che le fortificazioni di Kollam sarebbero stati in grado di sostenere un assedio. Il sovrano di Kollam e Kayamkulam cercarono il supporto olandese contro Travancore: van Gollenesse rifiutò tale proposta, citando a sua difesa la scarsità di soldati e armi. Nel giugno del 1742, l'esercito di Travancore attaccò Kollam, che era difesa dai soldati Nair guidati da Achyuta Wariar. Durante l'assedio, gli olandesi fornirono riso e munizioni al regnante di Kollam. Marthanda Varma fece diversi tentativi di conquistare la città, ma alla fine dovette ritirarsi dopo aver perso 6000 uomini nel conflitto.

## Tentativi di pace
Dopo il fallimento di Travancore nella cattura di Kollam, van Gollenesse riuscì ad ottenere altri 2000 uomini da Batavia, pur lamentandosi del fatto che avrebbe preferito 5000 altri uomini se il sovrano di Kozhikode (lo Zamorin di Calcutta) avesse deciso di unirsi alla guerra.
Dal 1742, il comando olandese del Malabar aveva speso somme enormi per difendere i propri alleati dall'aggressione di Travancore e non ne aveva tratto grandi frutti. La mancanza di fondi e il supporto di Ceylon e Batavia spinsero gli olandesi a riprendere i negoziati con Travancore. Marthanda Varma, che pure non aveva risposto positivamente ai tentativi di negoziato olandesi del passato, si accordò ora per la pace.
Il 17 febbraio 1742, Marthanda Varma offrì la pace agli olandesi alle seguenti condizioni:
- Travancore avrebbe restituito tutti i prigionieri di guerra a Colachel, ad eccezione di quanti avevano deciso di prestare servizio con Marthanda Varma
- Travancore avrebbe restituito tutte le armi e le munizioni degli olandesi che erano scampate all'esplosione di Colachel
- Gli olandesi avrebbero restituito tutte le armi e le munizioni di Travancore prese a Kollam, Karthikapally, Colachel e Thengapatanam
- Entrambe le parti avrebbero rinunciato alle conquiste effettuate
- Travancore avrebbe mantenuto le parti di Kollam conquistate nel luglio del 1739: Kottarakkara, Kunnattur, Majnore, Maruthurkulangara e Karthikapally.
- Gli olandesi avrebbero ottenuto di poter continuare il loro commercio di pepe come sempre.
- Travancore avrebbe riconosciuto le pretese olandesi a Attingal qualora gli olandesi avessero firmato un accordo col sovrano locale
- Travancore avrebbe venduto 1000 candy di pepe agli olandesi, ma avrebbe ottenuto la concessione di venderne altri 200 ad altri mercanti di altre nazionalità
- Agli olandesi sarebbe stato permesso di costruire un forte a Colachel e, in cambio, avrebbero aiutato Travancore contro i francesi se fosse stato necessario
- Travancore avrebbe acconsentito a rispettare i contratti che gli olandesi avevano con gli stati vassalli del regno di Travancore qualora gli olandesi fossero stati in grado di produrne regolare copia firmata
- Le dispute tra Travancore e Kollam sarebbero state decise da due principi imparziali

Gli olandesi si rifiutarono di sottoscrivere questi termini, presentando a loro volta delle alternative che ovviamente vennero rigettate da Marthanda Varma. Il comandante olandese van Gollenesse credeva che Marthanda Varma avrebbe finito per ammorbidire le proprie posizioni se fosse stato sconfitto in una battaglia.
Nel luglio del 1742, gli olandesi in India ricevettero la notizia che van Imhoff sarebbe arrivato sul posto con grandi forze militari. Ad ogni modo, le forze di van Imhoff non giunsero mai a destinazione. Nell'agosto del 1742, chiese armi e soldati al comando supremo della Compagnia olandese delle Inie orientali a Batavia, minacciando che se non gli fosse stato fornito l'aiuto chiesto, egli sarebbe stato costretto a firmare un trattato di pace con Travancore con termini non favorevoli alla compagnia.
Nel frattempo, Marthanda Varma aveva ricevuto la notizia dell'arrivo delle forze di van Imhoff e quindi aveva iniziato dei negoziati di pace con gli olandesi. Contattò i regnanti di Cochin e Tekkumkur, chiedendo loro di mediare con gli olandesi. Nel frattempo, la sede della compagnia ordinò al comando militare olandese nel Malabar di negoziare la pace con Travancore anziché intraprendere nuove azioni militari. Gli olandesi richiesero inoltre ai sovrani di Cochin e Tekkumkur di iniziare separatamente dei negoziati con Travancore. Questi ad ogni modo ritenevano che la firma di una pace tra olandesi e Travancore sarebbe stata deleteria nei confronti dei loro interessi e non erano interessati alla firma di un concordato di pacificazione. Gli olandesi a questo punto aprirono dei negoziati diretti con Travancore, e Mavelikkara fu il luogo convenuto per l'incontro delle parti.
Marthanda Varma inviò il suo ambasciatore Krishna Annavy a Mavelikkara, mentre gli olandesi vennero rappresentati da Ezckiel Rahabi e Silvester Mendes.
Dal momento che le forze di van Imhoff ad ogni modo non erano ancora giunte sul posto, gli olandesi non furono in grado di fornire a Kollam i rinforzi promessi. A questo punto i sovrani di Kollam e Kayamkulam si accordarono per divenire stati tributari di Marthanda Varma, e siglarono un trattato separato nel settembre del 1742, a Mannar. I sovrani cedettero gran parte del loro territorio a Marthanda Varma, e si accordarono per pagargli un tributo annuale di un elefante e 1000 rupie.
I negoziati a Mavelikkara, intanto, procedevano bene ed il 6 gennaio 1743, gli inglesi ad Anchuthengu espressero il loro pensiero, e cioè che la pace tra olandesi e Travancore venisse conclusa al più presto. Ad ogni modo, quando Marthanda Varma seppe che van Imhoff non era ancora nemmeno partito dall'Europa coi suoi uomini, decise di trascinare i negoziati sino a quando non fosse stato sicuro che l'arrivo di van Imhoff nel Kerala fosse stato rimandato. Iniziò così a mercanteggiare e si rifiutò di approvare ciò che i suoi inviati avevano concordato a Mavelikkara. Quando gli olandesi protestarono di fronte a questo atteggiamento, egli chiese la ripresa dei negoziati, ma questa volta presso la città di Paravur. A Paravur, entrambe le parti iniziarono a mercanteggiare ed il 18 febbraio 1743, Silvester Mendes informò van Gollenesse che i rappresentanti di Marthanda Varma avevano convenuto che fosse cosa migliore ritirare quanto stabilito in precedenza.
Il 27 febbraio 1743, il regnante di Kollam e Kayamkulam, insoddisfatto dei termini del suo trattato con Travancore, incontrò van Gollenesse a bordo della nave Popkensburg, chiedendogli il supporto degli olandesi contro Travancore. Van Gollenesse si dimostrò interessato ad ogni modo solo a continuare i negoziati con Travancore, e rifiutò la proposta, avvisando il sovrano locale di non porsi in guerra con Travancore pena conseguenze severissime.
Il 3 marzo 1743, Mendes informò van Gollenesse che Marthanda Varma aveva presentato dei nuovi termini di pace:
- Travancore non avrebbe restituito alcun prigioniero di Colachel, né alcun materiale (né munizioni né denaro) catturato alla Compagnia, dal momento che Travancore aveva subito danni di guerra per 400 000 rixdollar.
- Qualsiasi precedente contratto siglato dagli olandesi per il commercio del pepe sarebbe stato cancellato, e gli olandesi avrebbero pagato a Travancore 54 rupie per ogni candy di pepe acquistato
- Gli olandesi avrebbero pagato le tasse dovute alle mercanzie acquistate nel regno di Travancore
- Gli olandesi avrebbero aiutato Travancore con armi e munizioni in caso di guerra
- Se i francesi avessero attaccato Travancore, gli olandesi avrebbero prestato il loro aiuto nella guerra
- Gli olandesi avrebbero supportato Travancore nella sua cacciata del nawab del Carnatic dal territorio di Travancore
- Gli olandesi avrebbero mantenuto la neutralità nelle eventuali guerre tra Travancore e altri stati

Questi termini apparvero ancora una volta inaccettabili per van Gollenesse, il quale ruppe i negoziati. I rappresentanti di Travancore gli chiesero quindi di specificare a quali punti l'Olanda obiettava e, per tutta risposta, van Gollenesse presentò la sua bozza di trattato. Marthanda Varma replicò di essere pronto a valutarne le differenze e chiese nuovi negoziati a Pulikkara. Van Gollenesse ancora una volta inviò i suoi ambasciatori Silvester Mendes e Isaac Isackzs a discutere, ma questi trovarono le proposte di Marthanda Varma vaghe ed ambigue. Il 6 aprile 1743, van Gollenesse ricevette un messaggio da Marthanda Varma che gli confermava il fallimento dei negoziati di Pulikkara.
Nel maggio del 1743, van Gollenesse venne chiamato a ricoprire l'incarico di governatore olandese di Ceylon e dovette abbandonare il Malabar. Al suo posto venne nominato Reinicus Siersma, il quale ad ogni modo si rese conto di come i capi locali del Kerala non lo temessero per la debolezza che dimostrò sin dal principio. Il 22 maggio 1743, Siersma concluse un trattato di pace con Travancore, accettando i termini proposti da Marthanda Varma.

## Sviluppi successivi
Nel 1742, il raja di Odanad chiese la pace con Travancore e siglò con quello stato il Trattato di Mannar. Ad ogni modo, per districarsi definitivamente dalla situazione, il sovrano di Odanad si alleò con Vadakkumkur, Thekkumkkur e Purakkad e violò quindi gli obblighi del trattato. L'esercito di Travancore occupò Kayamkulam nel 1746 e l'alleanza col raja Kayamkulam fornì a Marthanda Varma il casus belli per agire contro gli alleati. L'esercito di Ambalapuzha guidato da Mathur Panikkar e da Tekkedathu Bhattatiri abbandonò l'esercito di Travancore, ma Marthanda Varma riuscì a prendere possesso dello stato. Nel 1749 e nel 1750, Thekkumkur e Vadakkumkur vennero annessi.
A seguito di questi sviluppi, gli olandesi siglarono il Trattato di Mavelikkara nel 1753 con Marthanda Varma, mantenendo salda una politica di non intervento e ripudiando le loro alleanze con altre potenze del Kerala.
Nel 1753, le parti settentrionali del nuovo stato di Travancore si ribellarono sotto l'influenza degli ormai esiliati raja di Ambalapuzha, Thekkumkur e Vadakkumkur. I ribelli vennero aiutati dal maharaja di Cochin e dagli olandesi, con un esercito comandato da Palliyil Idikkela Menon, un cortigiano del maharaja di Cochin. Sul finire del 1753, l'esercito del Cochin occupò Purakkad. Il 3 gennaio 1754, i ribelli, riportati alle loro posizioni dalle armate di Cochin e olandesi, si scontrarono con le forze di Travancore guidate da principe Rama Varma, da Ramayyan Dalawa e da De Lennoy nella battaglia di Anadeswaram. Anche se la battaglia si concluse tecnicamente con un nulla di fatto, fu una vittoria strategica per Travancore, dal momento che i suoi alleati vennero costretti a ritirarsi da Ambalapuzha. Nella battaglia di Ambalapuzha, gli alleati vennero sconfitti in maniera decisiva ed un gran numero di nobili dello stato di Cochin vennero uccisi o catturati dopo lo scontro. Il comandante alleato Idikkela Menon venne catturato e giustiziato. Le forze di Travancore catturarono tutti i territori del Cochin ad eccezione di Arukutti, Udayamperur a sud e Mamala ad est. Il raja di Cochin chiese la pace e nel 1757, sotto gli auspici degli olandesi e del primo ministro del Cochin, Paliath Komi Achan, venne firmato un trattato di pace.
Le relazioni Travancore-Paesi Bassi migliorarono dopo che gli olandesi ebbero venduto i forti di Cranganore e Pallipuram a Travancore, che li incorporò nelle proprie linee difensive.